# Viator (cònsol 495)
Viator (en llatí: Flavius Viator; fl. 495) va ser un vir clarissimus i cònsol sense col·lega l'any 495, elegit per la cort ostrogoda, la cort oriental no va nomenar cap cònsol per aquell any.